# Chemnitz-Ebersdorf
Ebersdorf ist ein Stadtteil im Nordosten von Chemnitz. Er wurde am 1. Juli 1919 eingemeindet. Das wohl bekannteste Bauwerk ist die Stiftskirche Ebersdorf, die in ihrer heutigen Form von 1400 bis 1470 erbaut wurde. Eine weitere Sehenswürdigkeit ist das im ehemaligen Rathaus in der Silcherstraße befindliche Schulmuseum.

## Geographie

### Geografische Lage
Ebersdorf befindet sich im Nordosten von Chemnitz. Im Norden hat sich der Charakter eines Waldhufendorfes bewahrt, im Süden verschmolz Ebersdorf mit den am Ende des 19. Jahrhunderts entstandenen Arbeiterwohnsiedlungen des Stadtteils Hilbersdorf. Der Stadtteil wird im Westen und im Nordwesten von der Bahnstrecke Riesa–Chemnitz begrenzt, im Süden von der Bahnstrecke Dresden–Werdau.
Der heutige Chemnitzer Stadtteil Ebersdorf (statistischer Stadtteil Nr. 14) umfasst überwiegend die Gemarkung Ebersdorf, das historische Gemeindegebiet von Ebersdorf, aber auch Teile der Gemarkungen Chemnitz, Furth und Hilbersdorf. Umgekehrt liegen Teile der Gemarkung Ebersdorf heute auch in den nordwestlich bzw. südlich benachbarten Stadtteilen Glösa-Draisdorf und Hilbersdorf.

### Nachbarorte
| Auerswalde | Oberlichtenau                               | Niederlichtenau          |
| Glösa      | Kompassrose, die auf Nachbargemeinden zeigt | Ortelsdorf, Lichtenwalde |
| Furth      | Hilbersdorf                                 | Niederwiesa, Oberwiesa   |

## Geschichte

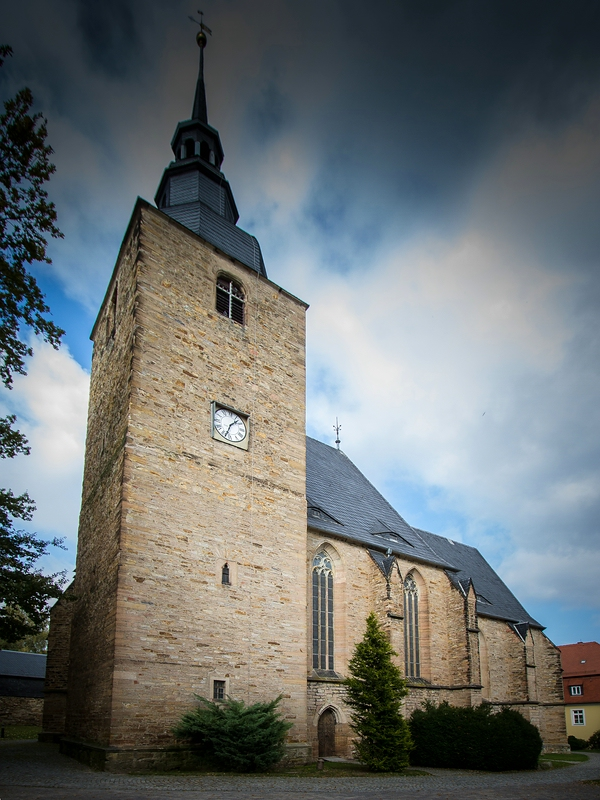
Stiftskirche Ebersdorf

Wahrscheinlich im 12. Jahrhundert entstanden, wird der Ort als „Ebirhardisdorf“ erstmals in einer Urkunde aus dem Jahr 1324 genannt. Vermutlich zur gleichen Zeit wie der Ort entstand die Stiftskirche. Ebersdorf gehörte bis in die Mitte des 16. Jahrhunderts zum Amt Rochlitz. Die hier ansässigen Bauern waren den Herren auf Schloss Lichtenwalde bis in das 19. Jahrhundert hinein lehnspflichtig. Ebersdorf unterstand zeitweise der Grundherrschaft des Ritterguts Lichtenwalde bzw. als Amtsdorf direkt dem kursächsischen Amt Lichtenwalde, das ab 1696 durch das kursächsische Amt Frankenberg-Sachsenburg und ab 1783 durch das kursächsische bzw. spätere königlich-sächsische Amt Augustusburg verwaltet wurde. Nach dem Ende der sächsischen Ämterverfassung 1856 lag Ebersdorf im Zuständigkeitsbereich des Gerichtsamts Frankenberg und ab 1875 der Amtshauptmannschaft Flöha.
Die Eingemeindung zur Stadt Chemnitz erfolgte am 1. Juli 1919, wodurch der Ort aus der Amtshauptmannschaft Flöha ausgegliedert wurde. Bereits am 26. Januar 1914 wurde der „Schnelle Markt“ (Gemarkungsgröße: 2,5 ha) von Ebersdorf nach Hilbersdorf eingemeindet. Der Name könnte auf einen Grenzwald der Schellenberger („Scheller Mark“) aus Augustusburg hindeuten. Eine weitere Theorie zum Flurnamen geht von einem „Schnellmarkt“ (1570 als „Schnellmarckt“ bezeichnet) aus, der, zum Unterschied zum Chemnitzer Holz-, Ross- und Topfmarkt, von durchziehenden Händlern genutzt wurde. Heute gehört dieses Gebiet, ebenso wie das sogenannte Alt-Hilbersdorf (der nördliche Teil des ursprünglichen Hilbersdorfs), zum Stadtteil Ebersdorf.

1912 bis 1915 wurde in Ebersdorf die Friedrich-August-Kaserne für das bisher in Riesa stationierte Feldartillerie-Regiment Nr. 68 errichtet. Neben den Unterkünften bestand sie aus einem Stabsgebäude, einem Stallgebäude nebst Reithalle sowie Heizhaus und Waschgebäude. Im Ersten Weltkrieg wurde die Kaserne von 1914 bis 1919 als Kriegsgefangenenlager genutzt und anschließend zu einer Wohnanlage umfunktioniert. 1935 wurde das Areal von der Nachrichten-Abteilung 24 der 24. Infanterie-Division der Wehrmacht übernommen und um mehrere Gebäude erweitert. In den 1920er Jahren war die Kaserne auch Standort der Automobilfertigung der Moll-Werke AG. Hier entstanden der Mollwagen und das Mollmobil. Ab 1946 diente die Kaserne als Lazarett der Sowjetischen Truppen, da das ehemalige Lazarett der von den Sowjetischen Truppen genutzten Kaserne an der Planitzstraße (später Leninstraße) bereits 1945 an die Stadt Chemnitz als Krankenhaus zur Sicherung der medizinischen Betreuung der Chemnitzer Bürger übergeben wurde. Ab 1983 war in Ebersdorf die 288. Artillerie-Brigade stationiert, 1990 wurde das Areal an die deutsche Verwaltung übergeben und ist heute ein Kulturdenkmal. Inzwischen wurden die Gebäude als Wohnpark saniert.

## Verkehr

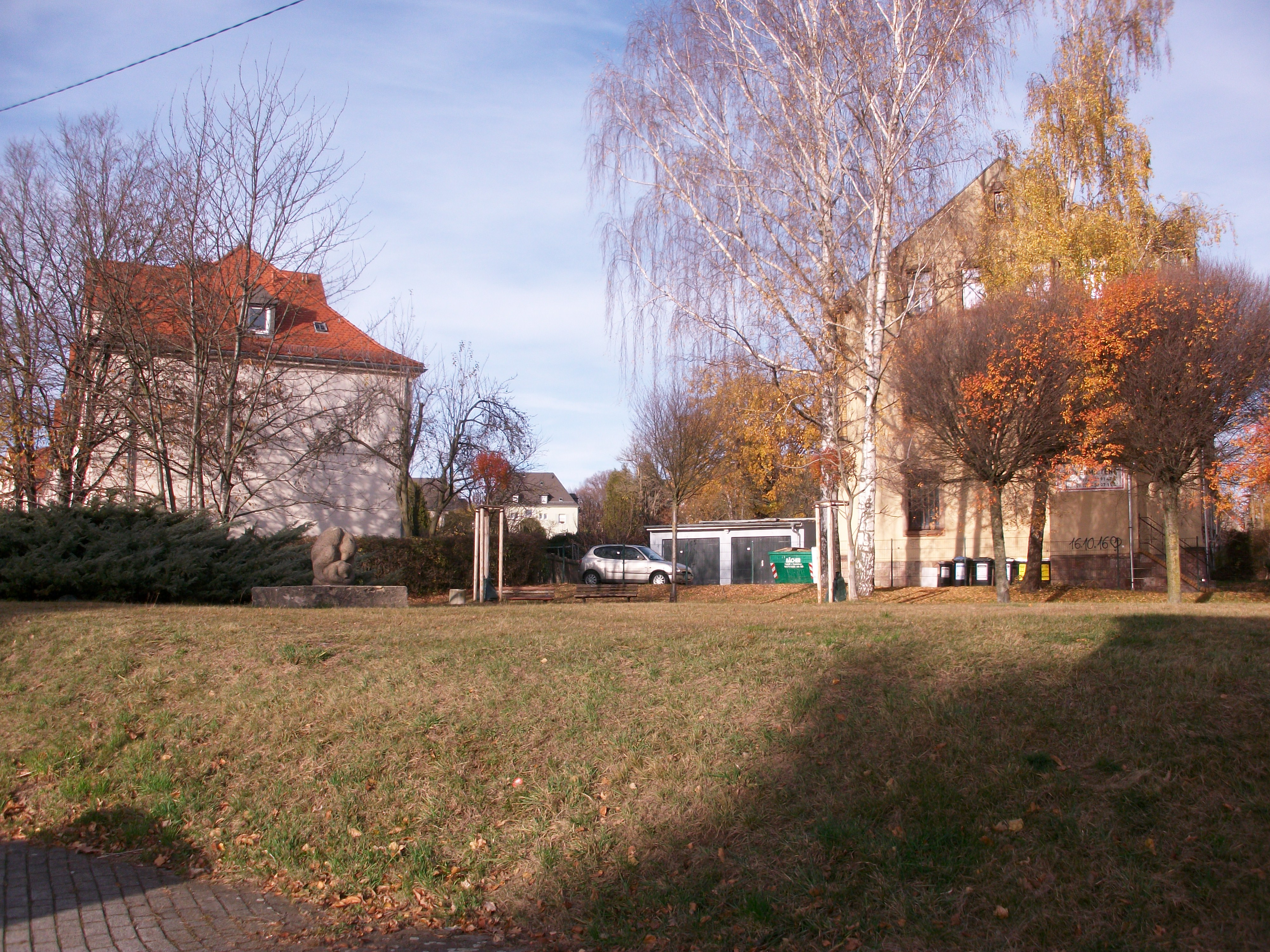
Ehemalige Straßenbahnendstelle in Chemnitz-Ebersdorf (2020)

Ebersdorf befindet sich an der B 169 in Richtung Frankenberg. Die Haltepunkte Chemnitz-Hilbersdorf an der Bahnstrecke Dresden–Werdau an der südlichen Stadtteilgrenze und Chemnitz-Kinderwaldstätte an der Bahnstrecke Riesa–Chemnitz im Westen sind die nächstgelegenen Bahnstationen. Des Weiteren besteht Anschluss an zahlreiche Linien der CVAG.
1922 wurde das Netz der Straßenbahn Chemnitz im Zuge der Frankenberger Straße bis zur Krügerstraße, damals noch zu Hilbersdorf gehörig, verlängert. Ebersdorf selbst erhielt am 26. Oktober 1928 Straßenbahnanschluss als die Streckenverlängerung bis zur Herweghstraße in Betrieb genommen wurde. Erst 1968 wurde im Eck Max-Saupe-Straße / Lichtenauer Straße eine Wendeschleife für die Straßenbahnen der Linie 8 errichtet, um die Betriebsabläufe zu vereinfachen und das Wenden aus der Frankenberger Straße herauszuverlagern. Am 20. Dezember 1975 wurde der Straßenbahnbetrieb in Hilbersdorf und Ebersdorf eingestellt. Ersatzweise wurde die Omnibuslinie E, heute 21, eingeführt. Vom Bahnhof Hilbersdorf bis zum Gasthaus Brettmühle am nordöstlichen Ortsrand verkehrt zudem montags bis freitags zwischen 6 und 18 Uhr die Buslinie 66, betrieben durch das Busunternehmen Reichelt, welche so das gesamte Dorf durchquert. Sie dient vor allem der Schülerbeförderung zur Grundschule Ebersdorf.

## Sehenswürdigkeiten
- Stiftskirche Ebersdorf

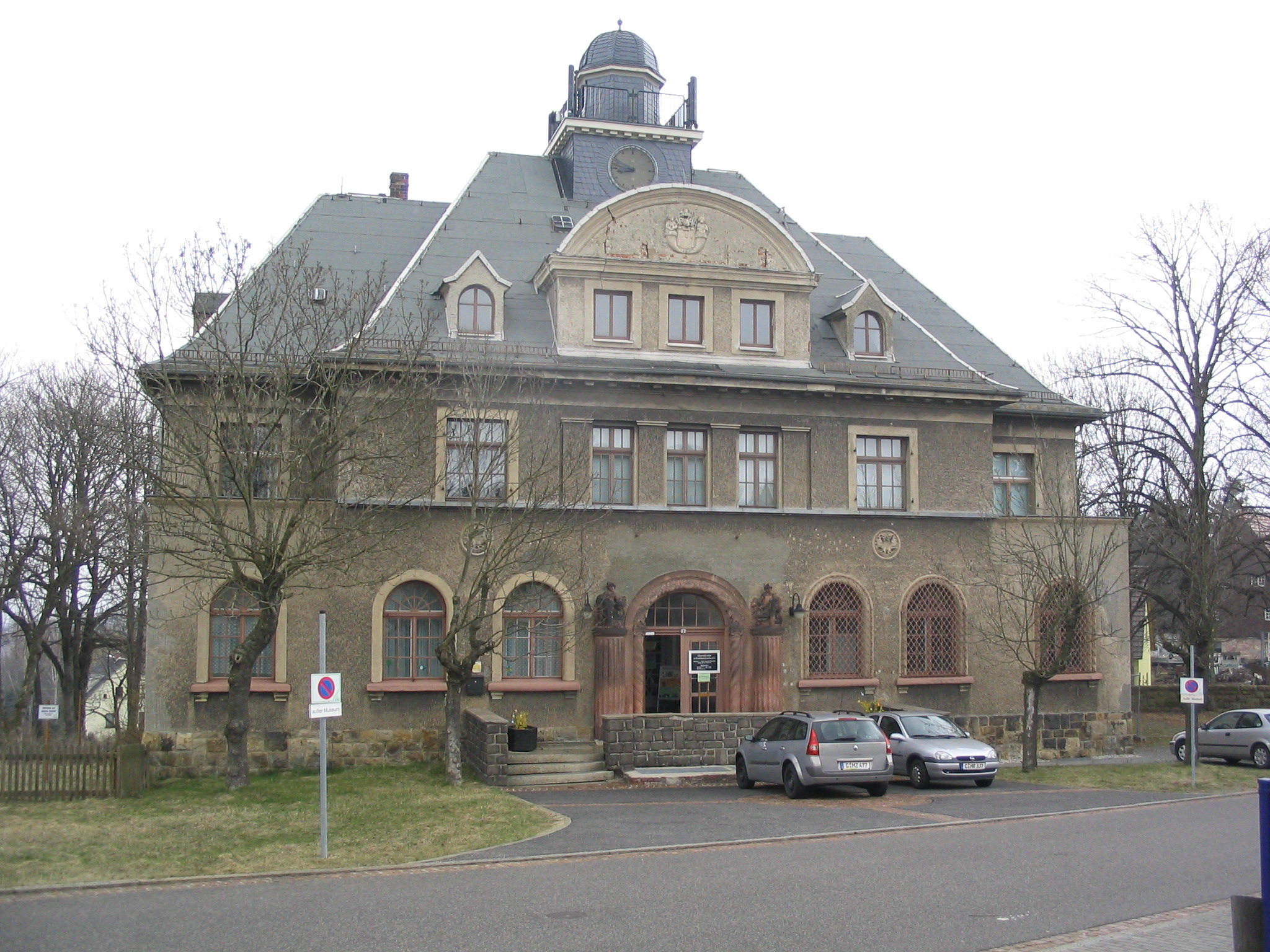
Schulmuseum (früheres Rathaus)

- Stiftsfriedhof mit Denkmalen und Kriegsgräbern aus dem Ersten Weltkrieg, u. a. von David Debrock
- Ebersdorfer Schulmuseum
- „Flak-Museum“ des VOESO e. V., ein auch international bekanntes (Polizei)Museum

## Söhne und Töchter des Stadtteils
In Ebersdorf geboren
- Carl August Fischer (1828–1892), bekannt als „Sächsischer Orgelkönig“
- Christa Löser (1926–2012), DEFA-Schauspielerin
- Irmtraud Morgner (1933–1990), Künstlerin

In Ebersdorf gewirkt
- Max Saupe (1889–1945), KPD-Politiker
- Meister H. W. (1470/80–1522+), Bildhauer
- Nikolaus Rotenfels (1404–1475), Geistlicher
- Johann Traugott Heinig (1796–1841), Architekt[7]
- Dr. Ulrike Uhlig, Trägerin des Bundesverdienstkreuzes
- Andreas Zweigler, Kabarettist